# Danh sách thành phố Guiné-Bissau

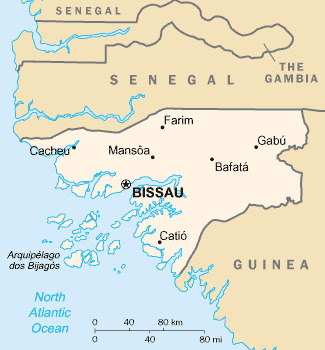
Bản đồ Guiné-Bissau

Đây danh sách các thành phố ở Guiné-Bissau xếp theo dân số, bao gồm các làng mạc có trên 5.000 người.
| Thành phố Guiné-Bissau | Thành phố Guiné-Bissau | Thành phố Guiné-Bissau | Thành phố Guiné-Bissau | Thành phố Guiné-Bissau | Thành phố Guiné-Bissau |
| Hạng                   | Thành phố              | Dân số                 | Dân số                 | Vùng                   |                        |
| Hạng                   | Thành phố              | 1979                   | ước tính 2005          | Vùng                   |                        |
| ---------------------- | ---------------------- | ---------------------- | ---------------------- | ---------------------- | ---------------------- |
| 1                      | Bissau                 | 109.214                | 388.028                | Bissau                 |                        |
| 2                      | Bafatá                 | 13.429                 | 22.521                 | Bafatá                 |                        |
| 3                      | Gabú                   | 7.803                  | 14.430                 | Gabú                   |                        |
| 4                      | Bissorã                | N/A                    | 12.688                 | Oio                    |                        |
| 5                      | Bolama                 | 9.100                  | 10.769                 | Bolama                 |                        |
| 6                      | Cacheu                 | 7.600                  | 10.490                 | Cacheu                 |                        |
| 7                      | Bubaque                | 8.400                  | 9.941                  | Bolama                 |                        |
| 8                      | Catió                  | 5.170                  | 9.898                  | Tombali                |                        |
| 9                      | Mansôa                 | 5.390                  | 7.821                  | Oio                    |                        |
| 10                     | Buba                   | N/A                    | 7.779                  | Quinara                |                        |
| 11                     | Quebo                  | N/A                    | 7.072                  | Quinara                |                        |
| 12                     | Canchungo              | 4.965                  | 6.853                  | Cacheu                 |                        |
| 13                     | Farim                  | 4.468                  | 6.792                  | Oio                    |                        |
| 14                     | Quinhámel              | N/A                    | 3.128                  | Biombo                 |                        |
| 15                     | Fulacunda              | N/A                    | 1.327                  | Quinara                |                        |

## Làng mạc khác
- Boe
- Tombali